# Wolo Inelika
Wolo Inelika är ett berg i Indonesien.   Det ligger i provinsen Nusa Tenggara Timur, i den centrala delen av landet, 1 600 km öster om huvudstaden Jakarta. Toppen på Wolo Inelika är 1 559 meter över havet.
Terrängen runt Wolo Inelika är kuperad åt nordost, men åt sydväst är den bergig. Runt Wolo Inelika är det ganska glesbefolkat, med 42 invånare per kvadratkilometer. Omgivningarna runt Wolo Inelika är huvudsakligen savann.